# 乃龙乡
乃龙乡（藏語：ནས་ལུང，威利转写：nas-lung），是中华人民共和国西藏自治区日喀则市聂拉木县下辖的一个乡镇级行政单位。

## 行政区划
乃龙乡下辖以下地区：
乃龙村和达曲村。